# Однопорые
Однопорые (лат. Monotrysia) — ранее выделявшаяся клада насекомых из отряда чешуекрылых, включающая малоизученных мелких молевидных бабочек. Характеризуется одним половым отверстием у самок (у другой группы Ditrysia их два: на VIII и IX стернитах) и эндофитными гусеницами (которые развиваются в плодах, листьях и тонких зелёных стеблях), сильно модифицироваными и обычно безногими. В 2011 году группа признана парафилетической и разделена на несколько клад.

## Классификация
Группа включала 5 надсемейств и 11 семейств:
Клада Incurvariina
- Incurvarioidea (Adeloidea)
  - Длинноусые моли (Adelidae)
  - Cecidosidae
  - Crinopterygidae
  - Моли-блестянки (Heliozelidae)
  - Incurvariidae
  - Prodoxidae
- Andesianoidea
  - Andesianidae

Клада Etimonotrysia
- Palaephatoidea
  - Palaephatidae
- Tischerioidea
  - Одноцветные моли-минёры (Tischeriidae)

Клада Nepticulina
- Nepticuloidea
  - Моли-малютки (Nepticulidae)
  - Опостегиды (Opostegidae)